# 霧の淵
『霧の淵』（きりのふち）は、2024年4月19日に公開された日本の映画。監督・脚本は本作が長編商業映画デビュー作となる村瀬大智、主演はオーディションで選ばれた新人の三宅朱莉。
本作はなら国際映画祭の「NARAtive（ナラティブ）」プロジェクトの一環として制作され、2022年3月23日から3週間かけて奈良県吉野郡川上村に実在する旅館「朝日館」を中心に撮影が行われた。また、第72回サン・セバスティアン国際映画祭において最年少となる新人監督部門に選出された他、第28回釜山国際映画祭ではA Window on Asian Cinema部門招待作品としてアジアプレミアが行われた。

## 登場人物
- イヒカ：三宅朱莉
- 良治：三浦誠己[1][2]
- シゲ：堀田眞三[1][2]
- 杉原亜実
- 中山慎悟
- 宮本伊織
- 大友至恩
- 咲：水川あさみ[1][2]

## スタッフ
- 監督・脚本：村瀬大智
- エグゼクティブプロデューサー：河瀨直美
- プロデューサー：吉岡フローレス亜衣子
- 撮影：百々武
- 録音：森英司
- 照明：藤江立
- 美術：塩川節子
- 助監督：福嶋賢治
- 制作担当：濱本敏治
- 衣装：山上順子
- ヘアメイク：南辻明宏、中野泰子
- 編集：唯野浩平
- 音楽：梅村和史[3]
- 撮影助手：田安仁
- 照明助手：楠哲也、八十川和博
- 録音助手：増田岳彦
- 美術助手：岡本まりの
- 監督助手：石井千秋
- 制作主任：藤原達昭
- メイキング：川添ビラール
- スチル：槌谷綾二
- 助成：奈良県、川上村、奈良市
- 配給：ナカチカピクチャーズ
- 製作：なら国際映画祭